# Alaksandr Adamowicz (polityk)
Alaksandr Adamowicz, biał. Аляксандр Фаміч Адамовіч (ur. 6 stycznia 1900 roku w Wasiulkach koło Wilejki, zm. 15 września 1937 w Siegieży Karelii) – białoruski działacz partyjny, komunista, członek RKP(b) i KP(b)B.
Pochodził z rodziny rolników, ukończył szkołę podstawową w Radoszkowiczach. W pierwszych latach I wojny światowej przebywał w Jekaterynosławiu. W 1916 roku powrócił w rodzinne strony, gdzie pracował m.in. przy budowie linii kolejowych.
W 1917 roku zaangażował się w działalność białoruskiego stowarzyszenia kulturalnego „Biełaruski haj”. W 1918 roku wstąpił do Białoruskiej Socjalistycznej Hramady, od 1919 roku członek RKP(b), pracował w Odessie w lokalnym klubie białoruskim. W 1919 roku skierowano go do Smoleńska, gdzie pełnił rolę politruka w Armii Czerwonej.
Na początku 1921 roku był delegatem na konferencję wszechbiałoruską, organizowaną przez RKP(b), na naradzie delegatów w hotelu „Europa” w Mińsku zażądał przyłączenia do Białoruskiej SRR guberni witebskiej, homelskiej i smoleńskiej.
W 1930 roku aresztowany przez NKWD jako członek Związku Wyzwolenia Białorusi. W 1937 roku rozstrzelany w Karelii.